# Церковь Святого Михаила и Всех Ангелов (Крайстчерч)
Церковь Святого Михаила и Всех Ангелов (англ. Church of St Michael and All Angels) — англиканская церковь в Крайстчерче, Новая Зеландия. Здание церкви, расположенное по адресу 84 Оксфорд-Террас, зарегистрировано Фондом по охране исторических мест Новой Зеландии как объект I категории. Отдельно стоящая колокольня церкви также является объектом исторического наследия.

## История
Церковь Святого Михаила и Всех Ангелов стоит на месте первой церкви, построенной поселенцами Кентерберийской ассоциации в 1851 году. Генри Джейкобс произнёс проповедь и провел службу на открытии церкви в июле 1851 года. Церковь Святого Михаила и Всех Ангелов служила кафедральным прособором до завершения строительства Кафедрального собора Крайстчерча в 1881 году.
Архитектором нынешней церкви был Уильям Фитцджон Крисп (1846—1924). Он приехал из Англии в 1864 году в качестве ученика Роберта Спичли, которого Джордж Гилберт Скотт назначил руководить строительством собора Крайстчерча. Краеугольный камень церкви был заложен на церемонии в день архангела Михаила и всех ангелов, 29 сентября 1870 года. Однако проблемы со строительством здания заставили Криспа вернуться в Великобританию в 1871 году, и архитектором-смотрителем в июне того же года был назначен Фредерик Строутс (1834—1919). Строительство было завершено в 1872 году. Подрядчика звали Джеймс Школбрейд (или Школбред) (1840—1924), и, по словам Фредерика Страутса, он был очень услужливым работником.
Церковь была открыта 2 мая 1872 года. Из-за нехватки денег алтарь не был достроен до 1875 года, а запланированные колокольня и шпиль так и не были построены. Церковь построена в основном из чёрной сосны на фундаменте из бутового камня. Это одна из самых больших деревянных церквей неоготики в Южном полушарии. Единственным изменением в структуре церкви было удаление в 1896 году связующей балки и вспомогательной арки для лучшего обзора из восточного окна.
Отдельная колокольня сохранилась от предыдущего здания церкви. Она была спроектирована Бенджамином Маунтфортом и построена в 1861 году. Колокол, который в ней находится, был привезён с первыми четырьмя кораблями в 1850 году и звонил каждый час днём, чтобы указывать время первым поселенцам.
Альфред Аверилл приехал в Новую Зеландию в 1894 году, чтобы стать викарием церкви Святого Михаила и Всех Ангелов, и затем стал архиепископом Новой Зеландии.
С церковью связана церковная школа Святого Михаила.

## Объекты исторического наследия
2 апреля 1985 года церковь была зарегистрирована Фондом по охране исторических мест Новой Зеландии как здание I категории под регистрационным номером 294. Церковь значима тем, что была первой церковью на равнинах Кентербери и в течение нескольких лет являлась кафедральным собором. В архитектурном отношении церковь примечательна как деревянное готическое здание. Колокольня церкви также признана сооружением I категории. Она была зарегистрирована под номером 295 в тот же день.

## Землетрясения
Деревянное здание почти невредимым пережило три сильных землетрясения в 2010/11 годах и является единственной англиканской церковью, сохранившейся в центре города. Проект церкви были составлены с учётом угрозы подземных толчков. На собрании прихожан, состоявшемся 14 декабря 1869 года, была согласована общая концепция новой церкви, включая строительный материал: 

В связи с последними сильными толчками землетрясения ризничий пришёл к выводу, что бесполезно пытаться строить какую-либо часть [церкви] из камня. Поэтому было решено, что материалом должно быть дерево.Оригинальный текст (англ.)Owing to the late severe shocks of earthquake the vestry came to the conclusion that it would be useless to attempt building any part of stone. Therefore it was decided that wood should be the material.— 
 Землетрясение, о котором идёт речь, произошло в Крайстчерче 5 июня 1869 года, и Юлиус фон Хааст дал некоторые научные комментарии. Церковь Святого Иоанна на Херефорд-стрит, первая англиканская церковь в Крайстчерче, построенная из постоянных материалов в 1864—1865 годах, была повреждена во время этого землетрясения. Землетрясение, очаг которого находился под Аддингтоном или Спрейдоном, имело магнитуду 5 и силу подземных толчков 7 по шкале Меркалли.
В марте 2011 года на великопостном богослужении в церкви Святого Михаила и Всех Ангелов присутствовали Виктория Мэтьюс, епископ Крайстчерча, и Кевин Радд, министр иностранных дел Австралии. В ходе службы Радд зажёг свечу в память о погибших во время землетрясения 22 февраля 2011 года.

## Орган
Нынешний орган Генри Бевингтона и сыновей был установлен в церкви 1873 году. Он был расширен в 1895—1896 году фирмой «Финчем и Хобдей».
Орган был повреждён во время землетрясения 22 февраля 2011 года и впоследствии демонтирован для ремонта. Временной заменой стал орган, собранный из частей инструментов, повреждённых во время бомбардировок Великобритании во время Второй мировой войны. Церковь собирала средства, чтобы помочь покрыть последнюю часть расходов на восстановление органа в размере 500 000 новозеландских долларов. Орган Бевингтона был восстановлен с улучшениями компанией South Island Organ Company в 2013 году.

## Список викариев
- Преподобный Октавий Матиас
- Преподобный Генри Джейкобс

- Октавий Матиас[англ.], 1852—1860;
- Генри Джейкобс[англ.], 1863—1873;
- Генри Эдвардс, 1873–1876;
- Эдвард Гортон Пенни, 1876–1881;
- Уолтер Харпер[англ.], 1882–1893;
- Альфред Аверилл[англ.], 1894–1910[21];
- Гарри Дарвин Бертон, 1910—1915;
- Чарльз Перри, 1916–1936;
- Сесил Мушамп[англ.], 1937–1951;
- Сесил Голт, 1951–1963;
- Тим Рафаэль[англ.], 1963–1965;
- Филип Бейкер, 1965–1986;
- Айван Смит, 1986–1990;
- Джонатан Киркпатрик[англ.][22], 1991—1996;
- Питер Уильямс, 1997–2013;
- Эндрю Старки, 2013–2017;
- Кристофер Орчи, с 2018 года.